# Isla San Pedro (Chiloé)
La isla San Pedro es una de las islas del archipiélago de Chiloé, parte de la comuna de Quellón. Está situada frente a la orilla sur-oriental de la Isla Grande de Chiloé y su punto más alto, unos 960 m s. n. m., es la mayor elevación del archipiélago. 
La primera captura de un zorro chilote por parte de un científico ocurrió en la isla en 1834, cuando Charles Darwin mató de un martillazo a uno que se le acercó. En esa instancia, el científico intenta alcanzar la cima de la isla sin éxito el 6 de diciembre de 1834. El motivo, describe los bosques de la isla como «impenetrables». Además, durante su estancia logra establecer contacto con grupos mapuches dedicados a la tala del Alerce. Gracias a estos, Darwin logra adentrarse en zona de renoval denso donde encontraría un bosque de alerces (Fitzroya cupressoides), árboles establecidos no solo como los más altos de Sudamérica, sino que también los más longevos con ejemplares que llegarían a los tres mil años de edad.
Entre 1909 y 1913 se instaló en la isla una pequeña estación ballenera con la ayuda de vapores cazadores y buques factoría que pertenecían a la compañía noruega A/S Pacific. La planta poseía una decena de edificios y las capturas se realizaban con barcos de la compañía, que cazaban ballenas azules, ballenas de aleta y ballenas jorobadas, entre otras especies. En 1913 se cerró porque los resultados no eran satisfactorios y en 1917 las instalaciones fueron compradas y desmontadas por la Sociedad Ballenera de Corral. A pesar de esto, en la primera temporada lograron cazar entre 1909 y 1910 treinta y siete ballenas, entre ellas treinta y dos ballenas azules, cuatro ballenas de aleta y una jorobada.
El sur de Chiloé y en este caso la Isla San Pedro, presentan una cantidad sustancial de delfines nariz de botella, sin embargo estudios recientes sugieren que estas poblaciones se han visto desplazadas de sus hábitats naturales en el último tiempo debido principalmente a la actividad de granjas de mariscos en la zona.
En los últimos tiempos ha surgido el interés en la posibilidad de realizar ecoturismo en ella, por su potencial como lugar de observación a ballenas azules, de manera semejante a lo que se hace en las pingüineras de Puñihuil.

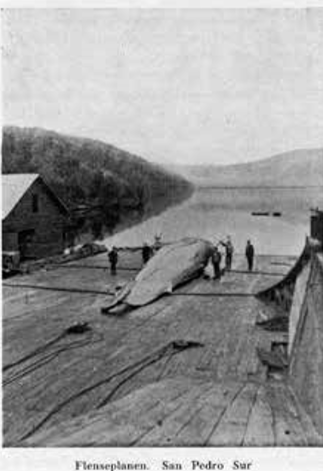
Estación ballenera

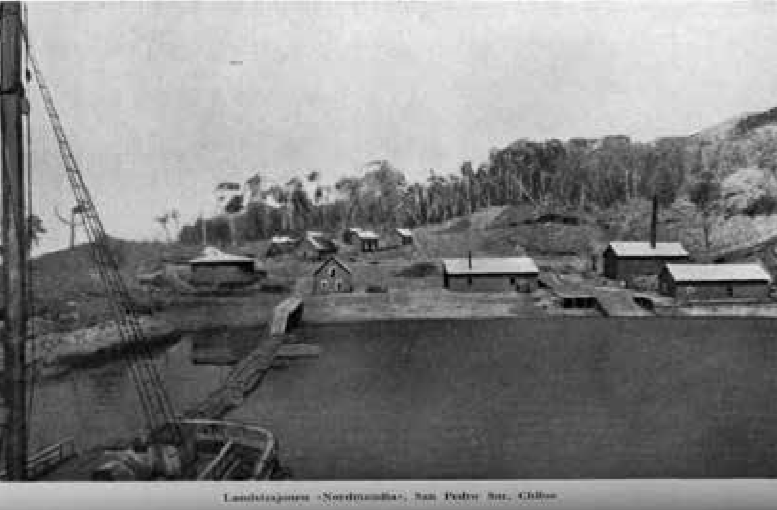
Vista desde la bahía de la estación ballenera

La isla era una propiedad fiscal chilena hasta que, a principios de la década de 2000, pasó a ser propiedad del empresario forestal estadounidense Jeremiah Henderson, luego de que el gobierno chileno la permutara por un terreno de la Isla Grande que era reclamado por una comunidad huilliche de Piedra Blanca en Quellón. Posteriormente, Henderson tuvo intención de venderla mediante una subasta que finalmente no se realizó.